# Dain Rauscher Plaza
Dain Rauscher Plaza, RBC Plaza – wieżowiec w Minneapolis, w stanie Minnesota, w Stanach Zjednoczonych, o wysokości 164 m. Budynek został otwarty w 1992 i posiada 40 kondygnacji.